# Natalya Antyukh
Natalya Nikolayevna Antyukh (em russo:  Наталья Николаевна Антюх; Leningrado, 26 de junho de 1981) é uma velocista e campeã mundial russa.
Especializada nos 400 m e nos 400 m com barreiras, tem uma longa carreira de medalhas nos mais importantes torneios internacionais, principalmente integrando revezamentos 4x400 m. Foi campeã mundial em Helsinque 2005 integrando o revezamento 4x400 m russo e conquistou duas medalhas de bronze em mundiais seguintes, em Berlim 2009 no revezamento e em Daegu 2011 nos 400 m com barreiras.
Participou pela primeira vez dos Jogos Olímpicos em Atenas 2004, onde conquistou a medalha de prata no revezamento 4x400 m. Depois de não conseguir classificação para representar a Rússia em Pequim 2008, Antyukh resolveu se dedicar apenas às barreiras como prova individual, ao invés de continuar disputando os 400 m rasos. A mudança deu certo e em 2010 ela venceu a prova no Campeonato Europeu de Atletismo de 2010, realizado em Barcelona, Espanha, seguida de uma medalha do bronze no Mundial de Daegu 2011.
Sua maior conquista no atletismo foi a medalha de ouro e o título de campeã olímpica nos 400 m com barreiras em Londres 2012, em 52s70, a oitava marca mais rápida de todos os tempos. A medalha e a marca lhe seriam retiradas dez anos depois.

## Doping
Em 2017 ela perdeu a medalha de prata olímpica ganha no revezamento 4x400 m em Londres por doping de uma de suas companheiras de revezamento, Antonina Krivoshapka, testar positivo para o esteroide turinabol.
Em 2020, Antyukh esteve entre quatro atletas russos acusados de doping por substâncias proibidas. A Athletics Integrity Unit, órgão independente criado pela World Athletics em 2017 para combater o doping no atletismo, declarou que os casos eram baseados na investigação do escândalo de dopagem da Rússia feita em 2016 pela Agência Mundial Antidoping. Sua suspensão foi confirmada em 7 de abril de 2021 pelo Tribunal Arbitral do Esporte e ela pegou quatro anos de banimento, com todos os seus resultados a partir de junho de 2013 apagados e as medalhas ganhas no período confiscadas. A princípio, sua medalha de ouro olímpica foi mantida por ser anterior ao período inicial da suspensão. Entretanto, em outubro de 2022, dez anos e dois meses após a prova em Londres, todos os seus resultados esportivos entre julho de 2012 e julho de 2013 foram eliminados e sua medalha de ouro olímpica nos 400 m com barreiras confiscada. Ela manteve as medalhas de torneios anteriores.